# 4Sync
4sync (читается как Фосѝнк) — это платное облачное хранилище для синхронизации файлов между компьютерами, мобильными устройствами и веб-аккаунтом, которое предоставляет пользователям 1 ТБ для хранения фото, музыки, видео, различных файлов и документов.

## История компании
Приложение 4sync было создано 9 июля 2011 года и ранее называлось 4shared Sync. В октябре 2011 сервис был переименован на 4sync. В августе 2014г. в своём блоге компания заявила о переходе на платную модель работы сервиса. (недоступная ссылка)

## Использование
При установке приложения в разделе «Мои документы» создается папка 4Sync, которая выглядит и функционирует аналогично стандартной папке Windows. При установке 4Sync на другие операционные системы, Mac или смартфоны, можно получить доступ к файлам прямо через веб-приложение.
После успешной загрузки файла пользователь получает уникальную ссылку, по которой другие впоследствии смогут скачать этот файл. Пользовательский интерфейс сервиса внешне похож на проводник Windows.

## Особенности
Приложение 4sync предлагает следующие возможности:
- 1ТБ онлайн хранилища за $99 в год (бесплатный пробный аккаунт доступен на 60 дней и 1 ТБ места в хранилище.)
- Максимальный размер файла для загрузки - 20 ГБ
- Опция Tweet it, которая позволяет моментально публиковать в Twitter ссылки на понравившиеся файлы[1]
- История синхронизации файлов
- Возможность синхронизировать файлы между компьютером и мобильным устройством
- Работа с файлами офлайн
- Совместное использование и редактирование файлов

## Поддерживаемые платформы
На данный момент существуют официальные клиенты 4Sync для таких платформ, как Windows, Mac OS, а также для мобильных устройств: IPhone, IPad, Android, BlackBerry и Symbian. Версия 4sync для мобильных телефонов позволяет обладателям мобильных телефонов получить прямой доступ к своим учётным записям на 4sync.

## Официальная марка
4Sync — это сервис обмена файлами онлайн, который предоставляется в соответствии с законом Digital Millenium Copyright Act («DMCA»). К тому же, чтобы обеспечить борьбу с пиратством 4Sync сотрудничает с такими компаниями, как Microsoft Corporation, (Recording Industry Association of America) (RIAA), (Moscow Government Committee on Security), (Linotype GmbH), (Visual CertExam Software), (Warner Music Brasil), (Bondware), (DAZ Productions), (iMusica), (Leisure Arts), (Wichelt Imports) и многими другими.

## Локализация
Сайт поддерживает 17 языков: арабский, китайский, английский, французский, индонезийский, итальянский, японский, корейский, малайский, персидский, польский, португальский, русский, испанский, тайский, турецкий, вьетнамский.